# Sperrmark
Als Sperrmark wurde in Deutschland während der Devisenbewirtschaftung die Reichsmark oder die Deutsche Mark bezeichnet, die auf Sperrkonten verbucht waren.

## Allgemeines
Devisenbewirtschaftung gab es in Deutschland insbesondere vor und nach der Währungsreform im Juni 1948. Deshalb wurde temporär sowohl die Reichsmark vor der Währungsreform seit August 1931 als auch die Deutsche Mark nach der Währungsreform bis Juli 1958 als Sperrmark bezeichnet, wenn sie im Zusammenhang mit Devisengeschäften stand. Die Sperrmark war keine eigenständige Währung, sondern so nannte man umgangssprachlich die auf Reichsmark oder Deutsche Mark lautenden Bankguthaben auf Sperrkonten.
Das Wort Sperrmark sollte andeuten, dass sie nicht frei konvertierbar war und deshalb über sie nicht ohne behördliche Genehmigung verfügt werden konnte.

## Geschichte
Mit dem Beginn des Zahlungsmoratoriums vom 13. Juli 1931 unterwarf die deutsche Regierung den Auslandszahlungsverkehr durch devisenrechtliche Bestimmungen einer behördlichen Kontrolle, um den angeblich bevorstehenden Zusammenbruch der deutschen Währung zu verhindern. Der Inlandszahlungsverkehr war ebenfalls betroffen, weil die auf Sperrmark lautenden Bankguthaben nicht frei disponibel waren. Die Aufgabe der Kontrolle übernahm die Reichsbank mit ihrem damaligen Präsidenten Hjalmar Schacht parallel zur Reichsmark.
Im Laufe der Zeit entwickelte die Sperrmark einen Kursabschlag zur Reichsmark, insbesondere im Ausland. Es betrug 1933 zunächst 10 % zur Reichsmark und stieg in den folgenden Jahren auf ein Vielfaches an. Diese Dego-Abgabe betrug im Januar 1934 rund 20 Prozent und stieg bis zum September 1939 auf 96 Prozent an. Der Sperrmark folgte die „Auswanderersperrmark“ oder „Reisesperrmark“. Das waren Bankguthaben, die bei der Ausreise aus Deutschland automatisch gesperrt wurden, um die Kapitalflucht zu verhindern. Nach den Novemberpogromen 1938 und der Massenflucht von Juden wurde die „Auswanderersperrmark“ verstärkt angewandt. Der Sperrmark kam während der Zeit zwischen 1939 und 1945 keine große Bedeutung zu, nachdem im September 1939 der Zweite Weltkrieg ausbrach und die wirtschaftlichen Beziehungen zum Ausland weitgehend zum Erliegen brachte.
Auch alle auf Deutsche Mark lautenden Bankguthaben von Ausländern wurden nach der Währungsreform im Juni 1948 bei den Banken in Sperrmark geführt, Erlöse von Ausländern in Deutschland wurden auf Sperrkonten in Sperrmark gutgeschrieben. Geldvermögen, das ins Ausland transferiert werden sollte, musste auf einem inländischen „Sperrmark-Konto“ eingezahlt werden. Der zunächst inoffizielle Schwarzhandel mit Sperrmark wurde im März 1951 legalisiert und das Verkaufsverbot aufgehoben, wodurch das Disagio zur Mark zunächst auf 44,3 % sank. Später glich sich der Kurs der Sperrmark im Vertrauen auf die Stabilisierung der Währung stetig an die Deutsche Mark an. Im September 1954 lockerte die Bank deutscher Länder die Bestimmungen für ausländische Inhaber, im April 1955 erfolgte eine umfassende Freigabe der Sperrmark, wobei das Disagio zur Deutschen Mark von 22 % (im Januar 1955) auf 2 % im April 1955 schmolz. Ab Oktober 1954 befanden sich auf den Sperrkonten lediglich noch Termingelder bis zu deren Fälligkeit. Durch die vollständige Aufhebung der Devisenbewirtschaftung im Juli 1958 verschwand auch die Sperrmark.